# Snoekachtigen
De snoekachtigen (Esociformes) vormen een kleine orde van straalvinnige vissen, onderverdeeld in twee families, de hondsvissen (Umbridae) en snoeken (Esocidae). De naam van de orde komt van de naam van het geslacht Esox.

## Taxonomie
De orde is nauw verwant met de orde der zalmen, waarmee deze orde in de superorde Protacanthopterygii is ingedeeld. De eerste vissen uit deze orde ontstonden in het midden van het Krijt. 

## Verspreiding en leefgebied
Vandaag worden de vissen alleen nog aangetroffen in zoet water in Noord-Amerika en het noorden van Eurazië.

## Families
- Familie: Snoeken (Esocidae)
- Familie: Hondsvissen (Umbridae)